# جوزيف إل. فايفر
جوزيف إل. فايفر (بالإنجليزية: Joseph L. Pfeifer)‏ هو كاتب وطبيب وسياسي أمريكي، ولد في 6 فبراير 1892 في بروكلين في الولايات المتحدة، وتوفي بنفس المكان في 19 أبريل 1974. حزبياً، نشط في الحزب الديمقراطي. وقد انتخب عضو مجلس النواب الأمريكي.